# Limonium erectum
Limonium erectum es una especie de planta de la familia Plumbaginaceae.

## Descripción
Es una especie muy similar al limonio de los yesos (Limonium dichotomum).  Sus hojas alcanzan un tamaño de hasta 11 x 2 cm, normalmente marchitas en la ántesis; limbo oscila de cuneiforme a espatulado.

## Hábitat
Es un endemismo de la península ibérica. Actualmente su presencia se reduce a las inmediaciones del municipio de Pastrana, en la provincia de Guadalajara (Castilla-La Mancha), en la microreserva de los Cerros margosos de Pastrana y Yebra. Lo reducido de su hábitat, la degradación del mismo debido a la influencia humana y el escaso número de ejemplares la sitúan en peligro de extinción.